# Schiste bitumineux

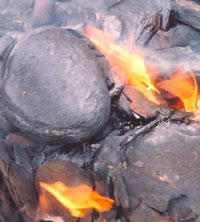
Schiste bitumineux.

Les schistes bitumineux (également appelés pyroschistes ou schistes kérobitumeux) sont des roches sédimentaires à grain fin, contenant des substances organiques, les kérogènes, en quantité suffisante pour fournir du pétrole et du gaz combustible. Leur nom prête à confusion, car en pétrologie, ces roches ne sont pas des schistes.
L'Agence d'information sur l'énergie des États-Unis estime les réserves mondiales de schiste bitumineux entre 2 800 et 3 100 milliards de barils de pétrole (450 à 520 × 109 m3) potentiellement exploitables, dont 1 000 à 1 200 milliards de barils aux États-Unis. Cependant, les tentatives depuis plus d'un siècle pour exploiter ces réserves n'ont pour l'instant obtenu que des résultats limités. En effet, l’utilisation du kérogène en tant que substitut du pétrole brut nécessite un traitement plus long, ce qui en accroît le coût financier et environnemental,,,.
Le kérogène présent dans les schistes bitumineux peut être converti en pétrole à travers le processus chimique de la pyrolyse. Si l’on chauffe le schiste bitumineux à une température suffisamment élevée (450 à 500 °C) dans une enceinte privée d’air, la vapeur engendrée pourra être distillée en huile de schiste – une forme de pétrole non conventionnel – et en gaz. 
Les schistes bitumineux peuvent aussi être brûlés directement comme un combustible de basse qualité pour la production d'énergie et le chauffage, et peuvent être utilisés comme matériau de base dans les industries chimiques et les matériaux de construction.
L’augmentation du prix du baril et la recherche d’indépendance par rapport aux fournisseurs extérieurs d’énergie a attiré l’attention sur le schiste bitumineux en tant que ressource énergétique. Cependant, son exploitation et sa transformation soulèvent un certain nombre de préoccupations environnementales telles que l’utilisation du sol, l’élimination des déchets, l'utilisation de l'eau, la gestion des eaux usées, les émissions de gaz à effet de serre et la pollution atmosphérique. 
L'Estonie, le Brésil, la Chine, l'Allemagne, la Russie et Israël utilisent les schistes bitumineux de nos jours.
C'est à la présence de bitume que les schistes bitumineux doivent l'odeur qui s'en dégage par frottement. C'est aussi à la présence du bitume qu'ils doivent leur couleur, de sorte que lorsqu'on les place dans un foyer ardent, le bitume fond et la roche, alors qu'elle était noire, en ressort blanche.

## Géologie

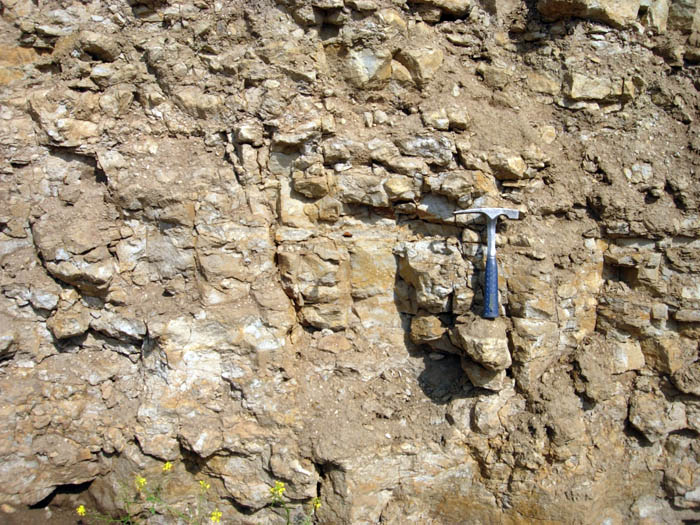
Affleurement de schiste bitumineux de l'Ordovicien (kukersite), Nord de l'Estonie.

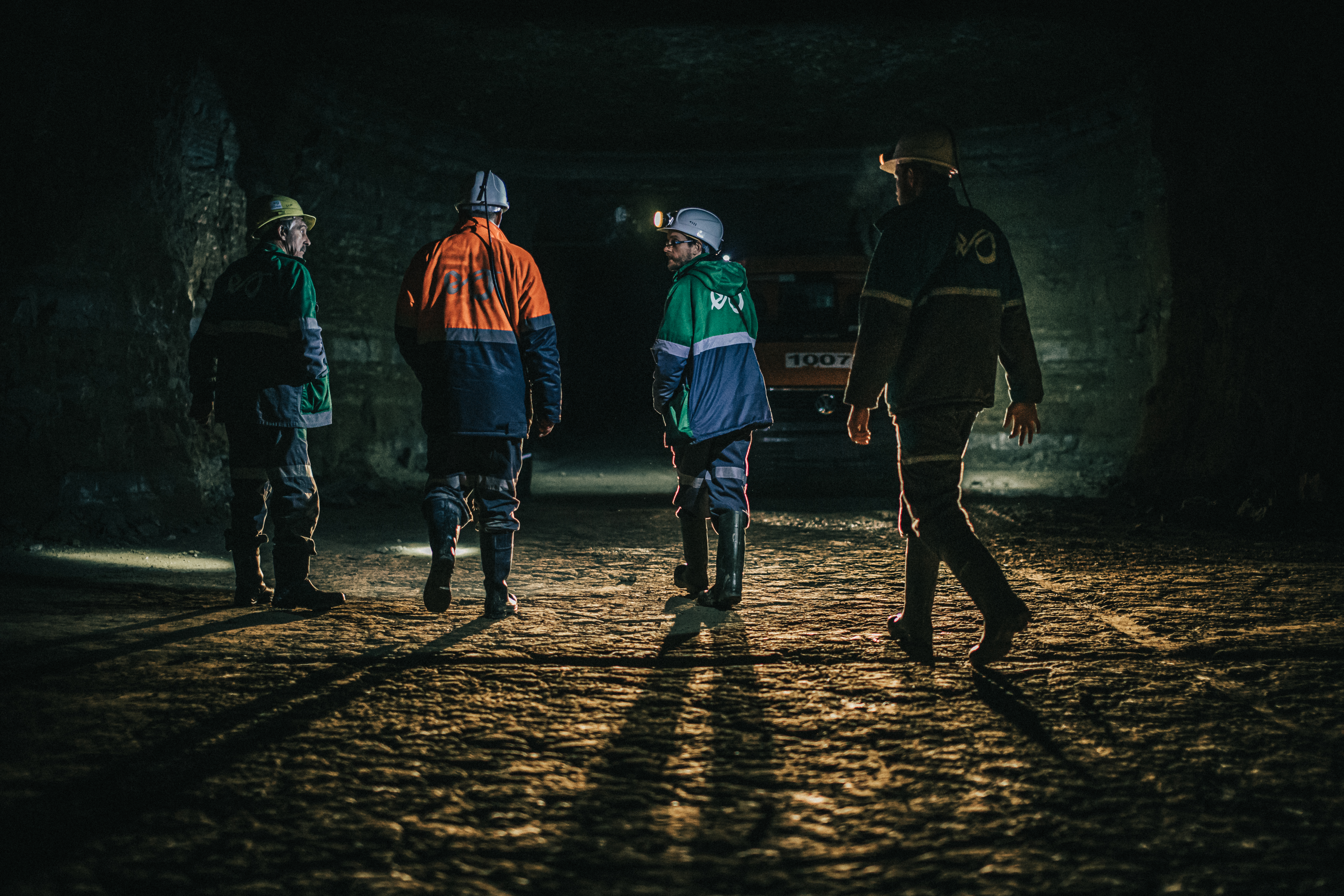
Hommes réalisant des enquêtes géologiques dans une mine de schiste bitumineux en Estonie. Ils étudient la composition minéralogique et chimique et la structure microscopique des différentes couches du profil du schiste. Novembre 2019.

Les schistes bitumineux sont des roches riches en matière organique et appartenant au groupe des carburants sapropèles.
Lorsqu'on parle de schistes bitumineux, on ne sous-entend pas une variété de roche spécifique. Il n’y a pas à proprement parler de définition géologique propre, ni de formule chimique spécifique pour qualifier les schistes bitumineux. D'ailleurs l'emploi de la terminologie empruntée au métamorphisme de « schiste » n'est pas rigoureuse puisqu'il ne s'agit pas de schistes au sens métamorphique du terme. Il existe donc un grand nombre de variétés, que l'on peut distinguer du point de vue de leur composition chimique et minéralogique, des processus de sédimentations qui se sont déroulés à des époques variables, et du type de kérogène que l'on peut en extraire.
Les schistes bitumineux diffèrent des roches bitumineuses (sables bitumineux et roches réservoirs pétrolifères), charbons humiques et schistes carbonés. Alors que les sables bitumineux proviennent de la biodégradation du pétrole, le kérogène contenu dans le schiste bitumineux n’a pas atteint une température et une pression suffisantes pour être transformé en pétrole,,.
Les schistes bitumineux contiennent un pourcentage moins élevé de matières organiques que le charbon. Sur l’échelle des schistes bitumineux, le ratio entre matières organiques et matières minérales s’établit entre 0,75/5 et 1,5/5. Mais cette matière organique présente un ratio d’atomes d’hydrogène rapportés aux atomes de carbone (H/C) environ 1,2 à 1,8 fois plus faible que le pétrole brut, et 1,5 à 3 fois plus élevé que le charbon,,.
Les composants organiques des schistes bitumineux dérivent d’une multitude d’organismes, tels que  le pollen, les algues, les spores, les cuticules végétales, fragments de lièges de plantes herbacées et ligneuses et de débris cellulaires d’autres plantes terrestres et aquatiques.
Certains dépôts contiennent des fossiles importants. Par exemple, le site fossilifère de Messel, en Allemagne, est inscrit au patrimoine mondial de l’UNESCO. Le contenu minéral du schiste bitumineux comprend de multiples silicates et carbonates,.
Les géologues classifient les schistes bitumineux en fonction de leurs compositions : schistes riches en carbonate, schistes siliceux ou schistes carbonés.
Une autre classification, connue sous le nom de diagramme de Van Krevelen, inventorie les types de kérogènes en fonction de leur composition chimique. Elle tient compte de la quantité d'hydrogène, de carbone et d'oxygène de la matière organique constituante du schiste bitumineux. La classification la plus usitée a été développée entre 1987 et 1991 par Adrian C. Hutton de l’université de Wollongong en adaptant la terminologie de la pétrographie. Elle différencie les schistes bitumineux de par leurs environnements de dépôts : « terrestres », « lacustres » ou « marins ». C'est-à-dire, l'environnement initial où s’est déposée la biomasse qui par diagenèse a donné naissance à la roche,. Elle s’est avérée utile pour estimer le rendement et la composition de l’huile extraite.

## Réserves

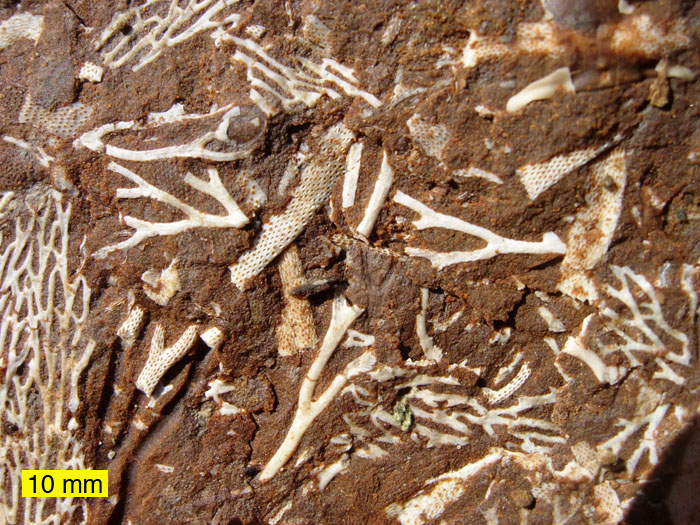
Fossiles dans du schiste bitumineux (kukersite), Nord de l'Estonie.

Comme pour le pétrole ou le gaz, les analystes distinguent les « ressources » et les « réserves » de schiste bitumineux. Les « ressources » font référence à tous les gisements de schiste bitumineux, alors que les « réserves » représentent les gisements dont on est capable d'extraire le schiste bitumineux avec la technologie existante. Comme les techniques d'extraction se développent continuellement, on ne peut qu'estimer le volume de kérogène extractible,. Bien que l'on trouve du schiste bitumineux dans de nombreux pays, seuls 33 pays possèdent des gisements économiquement valorisables,. Parmi les gisements connus, potentiellement classifiés comme réserves, on trouve celui de Green River dans l'ouest des États-Unis, les gisements du Tertiaire du Queensland en Australie, ceux de Suède et d'Estonie, celui de El-Lajjun en Jordanie, ainsi que des gisements en France, en Allemagne, au Brésil, en Chine, en Mongolie du Sud, en Israël, au Maroc et en Russie. On attend de ces gisements des rendements de 40 litres par tonne de schiste, en utilisant la méthode de titrage de Fischer (Fischer Assay). 
Une étude de 2005 a estimé les ressources mondiales de schistes bitumineux à 411 gigatonnes, suffisamment pour produire 2 800 à 3 300 milliards de barils (520 km3) d'huile de schiste,,,. Ceci dépasse les réserves prouvées de pétrole, estimées à 1 342 milliards de barils en janvier 2009. On trouve les plus grands gisements du monde aux États-Unis dans la formation de Green River qui couvre une partie du Colorado, de l'Utah et du Wyoming. Environ 70 % de ces ressources se trouvent sur des terres appartenant au gouvernement américain ou gérées par lui. Les gisements américains représentent 62 % des gisements mondiaux. États-Unis, Brésil et Russie comptent à eux trois 86 % des réserves mondiales de schiste bitumineux. Ces chiffres sont provisoires et dépendent de l'exploration et de l'analyse de nouveaux gisements encore en attente,. Le professeur Alan R. Carroll de l'Université du Wisconsin considère que les gisements lacustres de schiste bitumineux du Permien supérieur en Chine du Nord-Ouest, absents des précédentes évaluations mondiales de pétrole de schiste, sont comparables en taille à ceux de Green River.
Dans le bassin parisien, le pétrole de schiste se trouve enfermé dans des couches géologiques du Lias à 2 750 mètres de profondeur. L'Institut français du pétrole estime que les ressources locales se situeraient entre 60 et 100 milliards de barils de pétrole ce qui représente entre 90 et 150 années de consommation actuelle de la France (2011).

## Histoire

Production de schiste bitumineux (mégatonnes) en Estonie, Russie (gisements de Leningrad et Kashpir), Royaume-Uni (Écosse, Lothians), Brésil, Chine (gisements de Maoming et Fushun) et Allemagne (Dotternhausen) de 1880 à 2000

Comme le schiste bitumineux brûle facilement et sans nécessiter de transformation, l'homme l'a utilisé depuis les temps préhistoriques. À l'âge du fer, les Celtes le polissaient et en faisaient des parures ou des objets ornementaux.

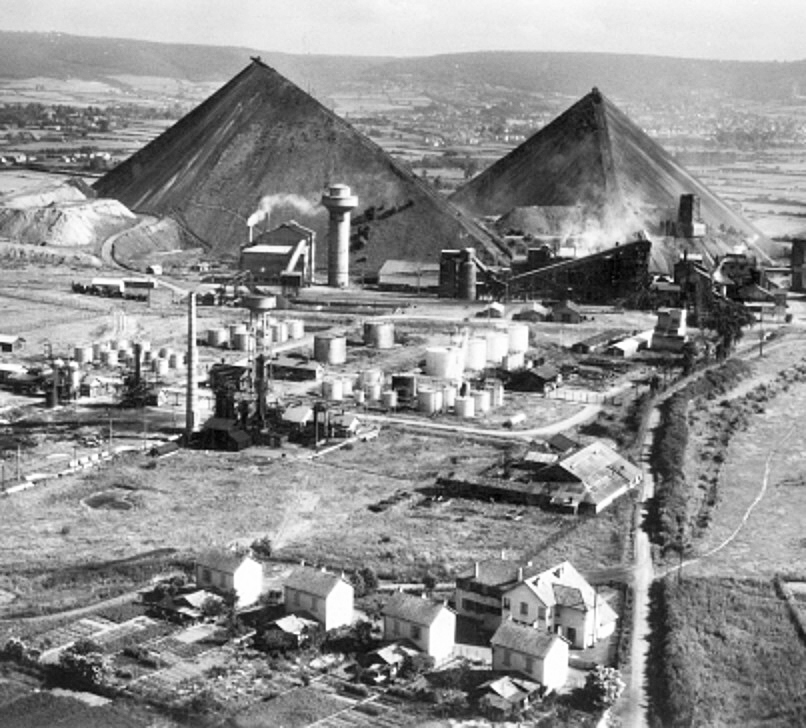
La mine des Télots, près d'Autun.

L'exploitation minière industrielle du schiste bitumineux débute à Autun, en France, puis s'étend à l'Écosse, l'Allemagne et à d'autres pays,.
Au XIXe siècle, les exploitations se concentrent sur la production de kérosène, d'huile et de gaz d'éclairage, et de paraffine ; en 1870, à Paris, un gaz manufacturé, appelé « gaz portatif comprimé » est obtenu à partir de boghead,un schiste bitumineux provenant d’Écosse, rendu transportable par compression ou liquéfaction ; ces produits permettent de répondre à la demande croissante d'éclairage durant la révolution industrielle. On produit aussi du fioul, de l'huile et des graisses de lubrification et du sulfate d'ammonium. L'industrie du schiste bitumineux se développe juste avant la Seconde Guerre mondiale en raison de l'accès limité aux ressources de pétrole conventionnel et à la production en masse d'automobiles et de camions, qui s'accompagne d'un accroissement de la consommation d'essence.
Mis à part l'Estonie et la Chine dont l'industrie du schiste bitumineux continue à croître après la Seconde Guerre mondiale, la plupart des autres pays abandonnent leurs projets en raison des coûts de transformation élevés et de la disponibilité de pétrole moins onéreux,,,.
Après le premier choc pétrolier de 1973, la production de schiste bitumineux atteint un pic de 46 millions de tonnes en 1980 avant de retomber à 16 millions de tonnes en 2000 à la suite de la baisse des prix du pétrole conventionnel dans les années 1980,. Le 2 mai 1982, appelé dans certains cercles le Black Sunday (dimanche noir), ExxonMobil annule son projet, estimé à 5 milliards de dollars, d'extraction de schiste bitumineux près de Parachute, au Colorado, à cause des faibles prix de l'énergie et des dépenses croissantes. Ceci entraîne le licenciement de plus de 2 000 employés et provoque une traînée de saisies et de faillites.
En 1986, le président Ronald Reagan ratifie la Consolidated Omnibus Budget Reconciliation Act of 1985 (une loi budgétaire de 1985), qui, entre autres, abolit le programme de recherche sur les carburants synthétiques liquides.
L'industrie du schiste bitumineux fera son retour au début du XXIe siècle. En 2003, un programme de développement de cette matière première redémarre aux États-Unis. Les autorités ont introduit un programme de prêt permettant l'extraction de schistes et de sables bitumineux sur les terrains fédéraux en 2005, en accord avec le Energy Policy Act (loi sur la politique énergétique) de 1985,.

## Industrie

### Consommation et applications

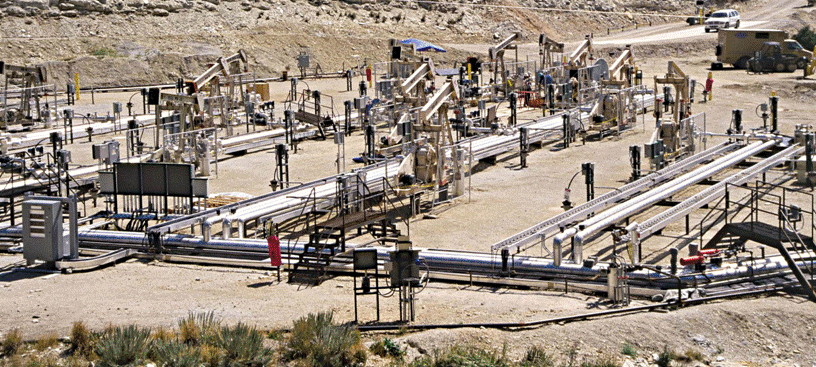
Installation expérimentale de schiste bitumineux in-situ de Shell, bassin de Piceance Creek, Colorado, États-Unis

Dès 2008, l'industrie utilise le schiste bitumineux au Brésil, en Chine, en Estonie et, dans une moindre mesure, en Allemagne, en Israël et en Russie. Des pays ont commencé à évaluer leurs réserves ou à construire des usines expérimentales alors que d'autres sortaient de ce secteur industriel.
Le schiste bitumineux est utilisé pour la production de pétrole au Brésil, en Chine et en Estonie ; pour la production d'énergie en Chine, Estonie, Israël et Allemagne ; pour la production de ciment en Estonie, Allemagne et Chine ; et dans l'industrie chimique en Chine, Estonie et Russie,,. En 2009, 80 % du schiste bitumineux utilisé à travers le monde est extrait en Estonie.
Par le passé, la Roumanie et la Russie avaient construit des centrales énergétiques alimentées par du schiste bitumineux, mais elles ont depuis été fermées ou converties en centrales au gaz par exemple. La Jordanie et l'Égypte planifient de construire des centrales alimentées par du schiste bitumineux alors que le Canada et la Turquie prévoient de le brûler conjointement à du charbon pour fabriquer de l'électricité,,. Il n'y a qu'en Estonie que cette matière première sert de carburant principal à la production d'électricité. Par exemple, la centrale de Narva a procuré 95 % de la production d'électricité en 2005.

### Extraction et transformation

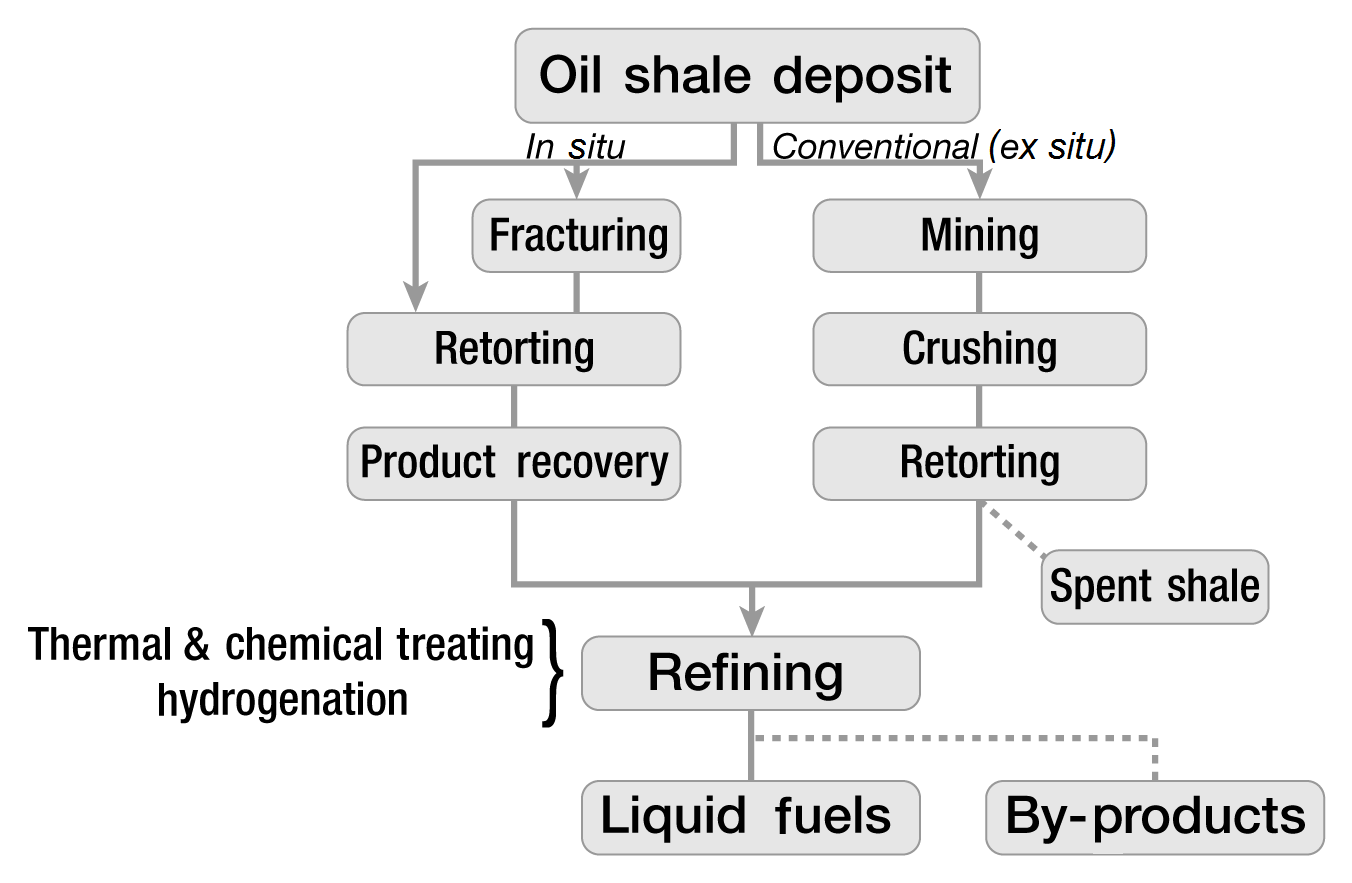
Processus d'extraction de l'huile de schiste

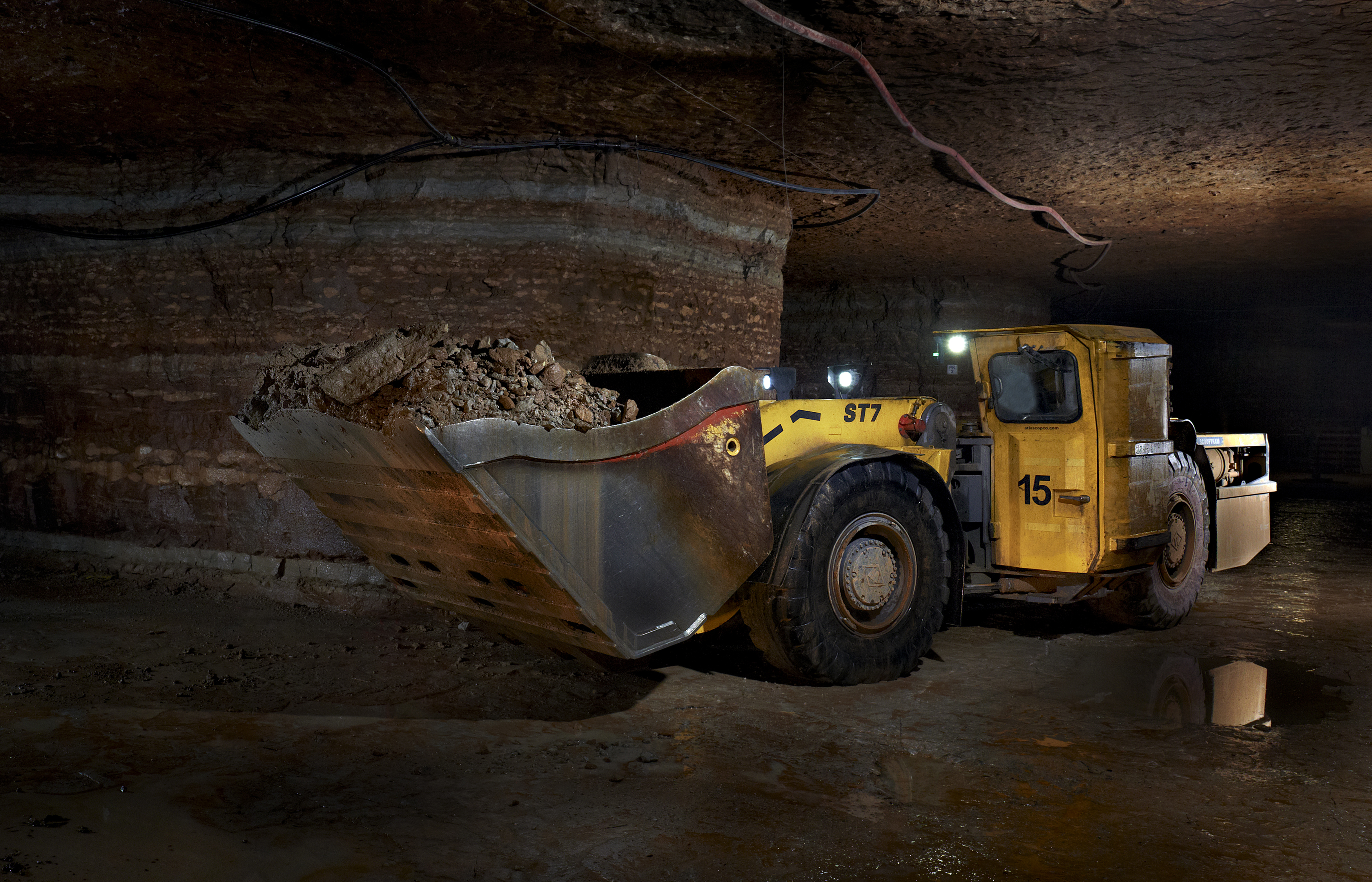
Extraction de schiste bitumineux dans une mine par un chargeur sur pneus de la société Atlas Copco. Mai 2011.

La plupart des exploitations de schistes bitumineux comprennent l’extraction puis l’envoi de la matière première. Celle-ci est soit directement brûlée pour produire de l’électricité, soit transformée. Les méthodes les plus communes d’extractions minières à ciel ouvert sont l’open pit mining et le strip mining. Elles consistent à ôter tous les matériaux recouvrant le schiste bitumineux afin de l’exposer à l’air libre mais ne sont applicables que lorsque le gisement est proche de la surface. L’exploitation minière souterraine emploie généralement la méthode dite « par chambres et piliers » qui consiste à creuser des galeries qui se croisent perpendiculairement, suffisamment proches pour pouvoir extraire une portion du gisement et ne laisser que des « piliers » qui seront abandonnés tels quels ou détruits. L’extraction des composants du schiste bitumineux a généralement lieu à l’air libre (ex-situ) même si plusieurs technologies nouvelles parviennent à le faire sous terre (in-situ). Dans les deux cas, le processus chimique de pyrolyse convertit le kérogène contenu dans le schiste bitumineux en huile de schiste (pétrole non conventionnel) et gaz. Les processus de transformation impliquent généralement de chauffer en l’absence d’oxygène et à une température suffisamment élevée (environ 450 à 500 °C) pour que le kérogène se décompose en gaz, pétrole et résidus solides. Si le processus de décomposition commence à des températures relativement basses (300 °C), il s’effectue plus rapidement et plus complètement à plus haute température. 
Le processus in-situ permet de chauffer le schiste bitumineux sous terre. Ce type de technologie peut potentiellement extraire plus de pétrole d’une surface donnée que les processus ex-situ puisqu’il peut accéder à des niveaux plus profonds. De nombreuses sociétés ont des méthodes déposées pour l’autoclavage in-situ. Cependant, la plupart de ces méthodes sont encore en phase expérimentale. On peut distinguer les processus « réellement in-situ » (True in-situ process – TIS) et les processus de « modification in-situ » (MIS). Le processus TIS n’implique pas l’extraction du schiste bitumineux. En revanche, le processus MIS implique d’extraire une partie de la matière première et de la remonter à la surface afin qu’elle subisse le processus d’autoclavage et permette de créer la perméabilité qui fera monter le gaz dans des cheminées de gravats. Les explosifs permettront de transformer les dépôts de schiste bitumineux en gravats.
Des centaines de brevets pour l’autoclavage du schiste bitumineux existent ; cependant, seule une douzaine a déjà été testée. En 2006, seuls quatre technologies sont utilisées de manière commerciale : processus Kiviter, processus Galoter, Fushun et Petrosix.

## Applications et produits
L’industrie utilise l’huile de schiste comme carburant dans les centrales thermiques, en le brûlant comme du charbon afin d’entraîner les turbines à vapeur ; certaines de ces centrales emploient la chaleur produite pour le chauffage urbain. D’importantes centrales électriques fonctionnant au schiste bitumineux sont en service en Estonie. Le pays à une capacité de 2 967 mégawatts, d’autres, comme la Chine, possèdent une puissance de 12 MW, Israël 12,5 MW et l’Allemagne 9,9 MW,.
En plus de son utilisation en tant que carburant, le schiste bitumineux peut également être utilisé dans la fabrication de fibres carbones, charbons activés adsorbants, noir de carbone, phénols, résines, colles, produits de tannage, mastic, bitume routier, ciment, briques, blocs de construction ou de décoration, additifs, fertilisants, laine de roche isolante, verre et produits pharmaceutiques. Mais ces usages demeurent faibles ou encore à l’étape expérimentale,. À noter cependant que l'utilisation en dermatologie pour le traitement de diverses inflammation est très courante, sous la forme dite communément de "pommade noire"[réf. souhaitée]. L’extraction de certains schistes bitumineux produit également des sous-produits comme le soufre, l’ammoniaque, l’alumine, la soude, l’uranium et la nahcolite (hydrogénocarbonate de sodium). Entre 1946 et 1952, un schiste à Dictyonema (fossile appartenant à la classe des graptolites) d’origine marine servit à la production d’uranium à Sillamäe en Estonie. Et entre 1950 et 1989, la Suède utilisa le schiste d’alun dans le même but. Le gaz de schiste bitumineux peut également devenir un substitut au gaz naturel, mais en 2007, cet usage n’est pas économiquement viable,.
L’huile de schiste dérivée des schistes bitumineux ne peut pas se substituer directement aux applications du pétrole brut. En effet, elle peut contenir des concentrations plus élevées d’alcènes, d’oxygène et d'azote que le pétrole brut. Elle peut également contenir des niveaux plus élevés de sulfure ou d’arsenic. En comparaison avec le WTI (West Texas Intermediate), norme de référence du pétrole brut sur le marché à terme, le schiste bitumineux de Green River contient 0 à 4,9 % de sulfure (0,76 % en moyenne) alors le WTI n’en contient que 0,42 % au maximum. Les schistes bitumineux de Jordanie peuvent contenir jusqu’à 9,5 % de sulfure. La teneur en arsenic, par exemple, est un problème dans l'huile de schiste issue de la formation de Green River. Cette concentration élevée nécessite un traitement important de l’huile (hydro-désulfurisation) avant son utilisation comme matière première dans les raffineries pétrolières. Le processus d’autoclavage hors-sol produit une huile de schiste ayant une densité API plus faible que le processus in-situ. L’huile de schiste est plus adaptée à la production de distillats moyens tels que le kérosène, le jet fuel (carburant aviation) et le diesel. La demande pour ce type de distillats, et plus particulièrement les diesels, a rapidement augmenté durant les années 1990 et 2000,. Cependant, un processus de raffinage approprié, équivalent à de l’hydrocracking, peut transformer l’huile de schiste en essence légère.

## Économie
L’industrie du pétrole s’est développée au début du XXe siècle. Depuis, les différentes tentatives d’exploitation des gisements de schistes bitumineux n’ont réussi que lorsque les coûts de production de l’huile de schiste dans certaines régions devenaient inférieurs aux prix du brut ou de ses substituts. Selon une étude de la RAND corporation, le coût de production d’un baril de pétrole dans un complexe américain d’autoclavage (comprenant une mine, une usine d’autoclavage, une usine de transformation, des services de supports et de recyclage du schiste utilisé) est évalué entre 70 et 95 USD (entre 400 et 600 USD le mètre cube, à dollar constant 2005). Cette estimation prend en compte des niveaux variables de qualité de kérogène et d’efficacité d’extraction. Afin que l’opération soit rentable, le prix du pétrole brut doit rester au-dessus de ces niveaux. L’étude examine également la possibilité de réduction des coûts après mise en place du complexe. Elle suppose que cette entité de production verrait ses coûts diminuer de 30 à 70 % après la production de 500 millions de barils (79 × 106 m3). Si l’on estime une augmentation de la production de 25 000 barils par jour chaque année après le démarrage de la production commerciale, RAND prévoit une diminution du coût du baril entre 35 et 48 USD en 12 ans. Après le palier du milliard de baril (160 × 106 m3), le coût devrait encore diminuer entre 30 et 40 USD le baril ($190–250/m3),. Certains analystes comparent l’industrie du schiste bitumineux à celle des sables bitumineux de l'Athabasca (qui a produit plus d’un million de barils de pétrole par jour en 2007), estimant que « l’installation de première génération est la plus difficile, techniquement et économiquement »,.
Royal Dutch Shell a annoncé que sa technologie d’extraction in-situ au Colorado deviendrait compétitive à un prix du baril supérieur à 30 USD (190 USD le mètre cube), alors que d’autres technologies à plein rendement sont rentables au-dessous de 20 USD (130 USD le mètre cube),,.
Pour améliorer l’efficacité lors de l’autoclavage de l’huile de schiste, les chercheurs ont proposé et testé plusieurs processus de co-pyrolyse,,,,. En 1972, une publication du journal « Pétrole Informations » comparait défavorablement la production de pétrole basée sur le schiste avec la liquéfaction du charbon. L’article décrit la liquéfaction du charbon comme étant moins chère, générant plus de pétrole et créant moins d’impact sur l’environnement que l’extraction à partir de schiste bitumineux. Il cite un ratio de conversion de 650 litres de pétrole pour une tonne de charbon, contre 150 litres d’huile de schiste par tonne de schiste bitumineux. 
Une mesure indispensable à la viabilité du schiste bitumineux en tant que source d'énergie est le ratio entre l’énergie produite par le schiste et l’énergie utilisée par son extraction et sa transformation, un ratio connu sous le nom de « Retour énergétique sur énergie investie » (Energy Returned on Energy Invested, EROEI). Une étude de 1984 estimait que le ratio de diverses mines de schistes bitumineux variait entre 0,7 et 13,3 même si certains projets d’extraction font valoir un ratio entre 3 et 10. Royal Dutch Shell a signalé un ratio de 3 à 4 sur son projet in-situ Mahogany Research Project,,. Le Taux de retour énergétique du schiste bitumineux chute plus encore lorsqu'on intègre les paramètres comme l'énergie grise jusqu'à un ratio de 1,5. L'eau nécessaire au processus d’autoclavage du schiste bitumineux implique une autre considération économique : celle de poser un problème dans les régions où la pénurie d'eau se fait sentir.

## Pollution

### Impact environnemental de l'exploitation industrielle
L'extraction du schiste bitumineux a des effets sur l'environnement. Ces effets sont plus prononcés avec les méthodes d'extraction en surface qu'avec les méthodes souterraines. Ils sont de différentes sortes : drainage minier acide (oxydation due à l'exposition à l'air et à l'eau d'affleurements de minéraux), déversement de métaux dans les eaux de surface et les eaux souterraines, augmentation de l'érosion, émissions de gaz sulfurés et pollution de l'air par les particules produites lors des phases de transformation, transport et les activités annexes,.
En 2002, environ 97 % de la pollution de l'air, 86 % des déchets et 23 % de la pollution de l'eau en Estonie provenait de l'industrie de l'énergie, qui utilise le schiste bitumineux comme source principale de carburant.
L'extraction de schiste bitumineux est dommageable à la richesse biologique du terrain et à son écosystème. La combustion et le traitement thermique génèrent des déchets et émettent dans l'atmosphère du dioxyde de carbone, un gaz à effet de serre. Les écologistes s'opposent à la production et à l'usage du schiste bitumineux car il génère plus de gaz à effet de serre que les carburants fossiles conventionnels. La section 526 de la loi sur la sécurité et l’indépendance énergétique (Energy Independence And Security Act) interdit aux agences gouvernementales américaines l'achat de pétrole produit par un processus qui génèrerait plus de gaz à effet de serre que le pétrole conventionnel,. Le processus expérimental de transformation in-situ et les technologies de capture et stockage du carbone, s'ils pourront diminuer dans l'avenir certaines de ces inquiétudes, risquent cependant de causer d'autres problèmes comme la pollution des nappes phréatiques.
Certains analystes ont exprimé leur préoccupation sur l'utilisation de l'eau par l'industrie du schiste bitumineux. En 2002, elle utilisait 91 % de l'eau consommée en Estonie. En fonction des technologies utilisées, l'autoclavage hors sol utilise entre un et cinq barils d'eau par baril d'huile de schiste produit,,,,.
Une étude sur l'impact environnemental publiée par le département de gestion du territoire (US Bureau of Land Management), estime que l'extraction hors sol et l'autoclavage produisent 8 à 38 litres d'eau souillée par tonne d'huile de schiste. On estime que la transformation in-situ utilise environ un dixième de cette quantité d’eau.
Ces préoccupations sont encore plus sensibles dans les régions arides, comme l'Ouest des États-Unis ou le désert du Néguev en Israël, où il existe des plans pour étendre l'extraction de schiste bitumineux malgré la pénurie d’eau.
L'exploitation des schistes et charbons bitumineux peuvent être sources d'émission de radon, avec des risques parfois importants (risque de cancer du poumon) pour les mineurs de fond quand la mine n'est pas à ciel ouvert. Certains gisements semblent à moindre risque (ex : dans la mine d’Amasra du bassin bassin houiller bitumineux de Zonguldak (Turquie) sur 40 jours, les taux de radon ont varié  de 49 Bq/m3 à 40 m de fond à 223 Bq/m3 à -100 m, avec une moyenne de 117 Bq/m3, inférieure au seuil d'intervention de 500-1500 Bq/m3 recommandés par la Commission internationale de protection radiologique (CIPR) en 1993. La dose efficace moyenne pour les travailleurs de cette mine a été estimée à 3,4 µSv par jour.

Dans d’autres cas, les taux de radon dans l'air intérieur des galeries de mines dépassaient les recommandations du CIPR (ex. : plus de 1000 Bq/m3 d’air dans les mines Kozlu, de Karadon et d’Üzülmez dans le bassin minier bitumineux de Zonguldak également en Turquie)
Des militants pour la sauvegarde de l'environnement, notamment des membres de Greenpeace, ont organisé des manifestations contre l'industrie du schiste bitumineux. L'un des résultats a été la suspension en 2004 du projet australien « Stuart Oil Shale Project »,,,.

### Toxicologie
L'exposition aux huiles de schistes a été reconnue comme facteur de risque (« preuves humaines suffisantes ») pour le cancer du scrotum.
La pyrogénation de l'huile de schiste libère dans l’atmosphère de l’aniline qui, à dose élevée, peut avoir des effets sur la santé. 
Enfin, dans un article datant de 1979, I.A. Veldre et H.J. Jänes relèvent la toxicité des phénols dont les schistes bitumineux d’Estonie sont constitués à 20-30 %.